# Маккракен (округ, Кентуккі)
Шаблон:StateAbbr_ 37°04′ пн. ш. 88°43′ зх. д. / 37.06° пн. ш. 88.72° зх. д.
Округ  Маккракен (англ. McCracken County) — округ (графство) у штаті  Кентуккі, США. Ідентифікатор округу 21145.

## Історія
Округ утворений 1824 року.

## Демографія
За даними перепису 
2000 року 
загальне населення округу становило 65514 осіб, зокрема міського населення було 47049, а сільського — 18465.
Серед мешканців округу чоловіків було 31122, а жінок — 34392. В окрузі було 27736 домогосподарств, 18457 родин, які мешкали в 30361 будинках.
Середній розмір родини становив 2,86.
Віковий розподіл населення поданий у таблиці:
| Стать    | До 15 років | 15-21 | 22-29 | 30-39 | 40-49 | 50-65 | 65-85 | Понад 85 |
| -------- | ----------- | ----- | ----- | ----- | ----- | ----- | ----- | -------- |
| Чоловіки | 6507        | 2838  | 2972  | 4424  | 5177  | 5247  | 3620  | 337      |
| Жінки    | 6164        | 2802  | 3167  | 4718  | 5277  | 5776  | 5411  | 1077     |

## Суміжні округи
- Массак, Іллінойс — північ
- Лівінґстон — північний схід
- Маршалл — схід
- Ґрейвс — південь
- Карлайл — південний захід
- Баллард — захід

## Виноски
1. ↑  U.S. Decennial Census. United States Census Bureau. Архів оригіналу за 26 квітня 2015. Процитовано 17 серпня 2014.
2. ↑  Historical Census Browser. University of Virginia Library. Архів оригіналу за 11 серпня 2012. Процитовано 17 серпня 2014.
3. ↑  Population of Counties by Decennial Census: 1900 to 1990. United States Census Bureau. Архів оригіналу за 13 жовтня 2014. Процитовано 17 серпня 2014.
4. ↑  Census 2000 PHC-T-4. Ranking Tables for Counties: 1990 and 2000 (PDF). United States Census Bureau. Архів оригіналу (PDF) за 18 грудня 2014. Процитовано 17 серпня 2014.
5. ↑  State & County QuickFacts. United States Census Bureau. Архів оригіналу за 7 червня 2011. Процитовано 6 березня 2014.(англ.) Наведено за англійською вікіпедією.
6. ↑  American FactFinder. Бюро перепису населення США. Архів оригіналу за 26 лютого 2012. Процитовано 31 січня 2008.

| США | Це незавершена стаття з географії США. Ви можете допомогти проєкту, виправивши або дописавши її. |